# Jambles
Jambles ist eine Gemeinde mit 475 Einwohnern (Stand: 1. Januar 2022) im Département Saône-et-Loire in der Region Bourgogne-Franche-Comté im Osten Frankreichs. Die Einwohner werden Gemulois und Gemuloises genannt.

## Geographie
Jambles liegt etwa 17 Kilometer westsüdwestlich von Chalon-sur-Saône. Nachbargemeinden von Jambles sind Châtel-Moron im Norden und Nordwesten, Barizey und Saint-Denis-de-Vaux im Norden, Givry im Osten, Saint-Désert und Moroges im Süden sowie Sainte-Hélène im Westen und Südwesten.

## Bevölkerungsentwicklung
| Jahr                       | 1962 | 1968 | 1975 | 1982 | 1990 | 1999 | 2006 | 2013 | 2020 |
| Einwohner                  | 383  | 382  | 350  | 427  | 432  | 475  | 491  | 494  | 485  |
| Quellen: Cassini und INSEE |      |      |      |      |      |      |      |      |      |

## Sehenswürdigkeiten
- Kirche Saint-Bénigne mit einem romanischen Glockenturm aus dem 12. Jahrhundert, seit 1943 als Monument historique klassifiziert
- Schloss Charnailles aus dem 15. Jahrhundert, herrschaftlicher Grenzstein neben dem Gitter ist seit 1927 als Monument historique klassifiziert
- Windmühle in En-Renache, seit 1961 als Monument historique eingeschrieben

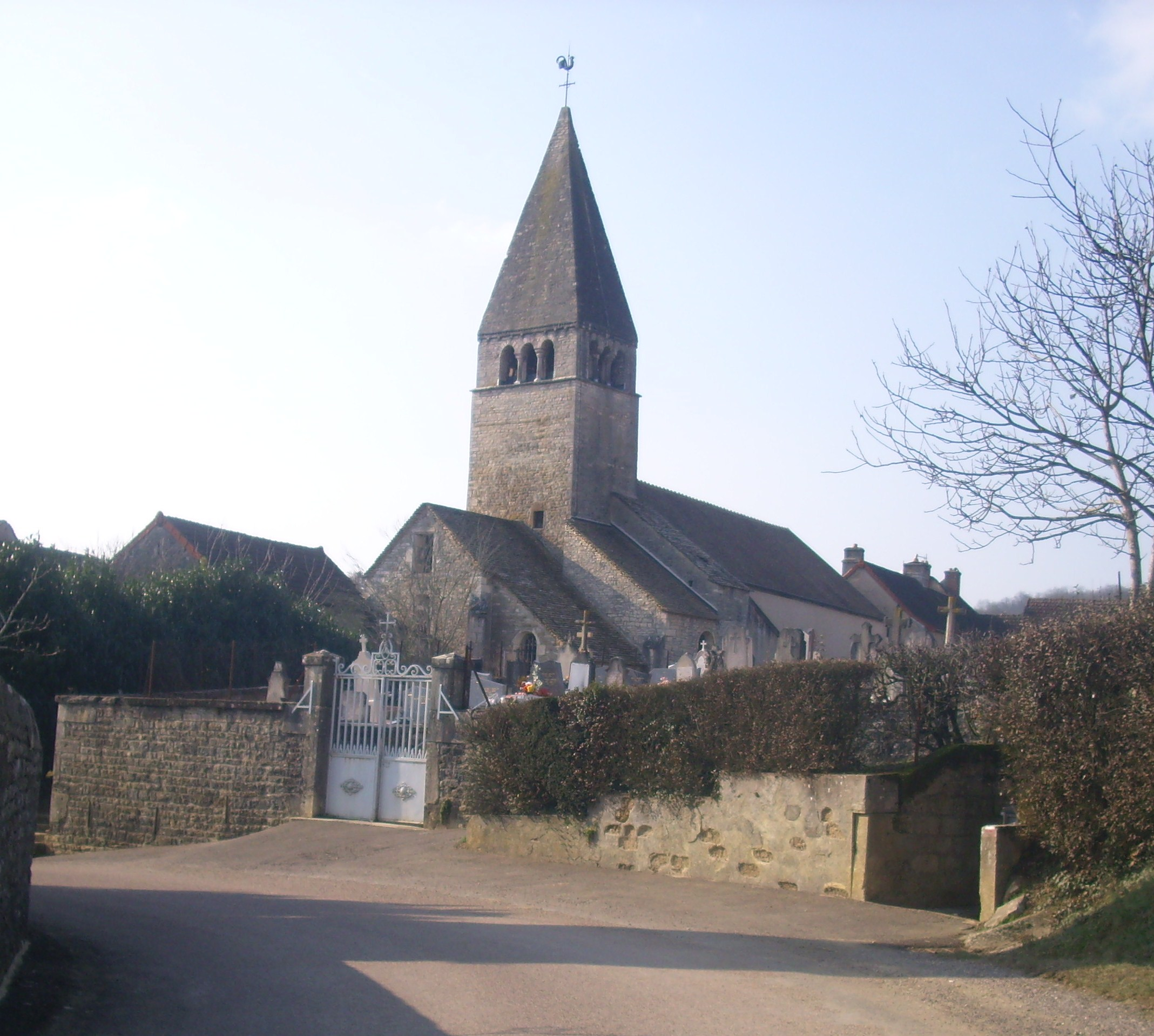
Kirche Saint-Bénigne
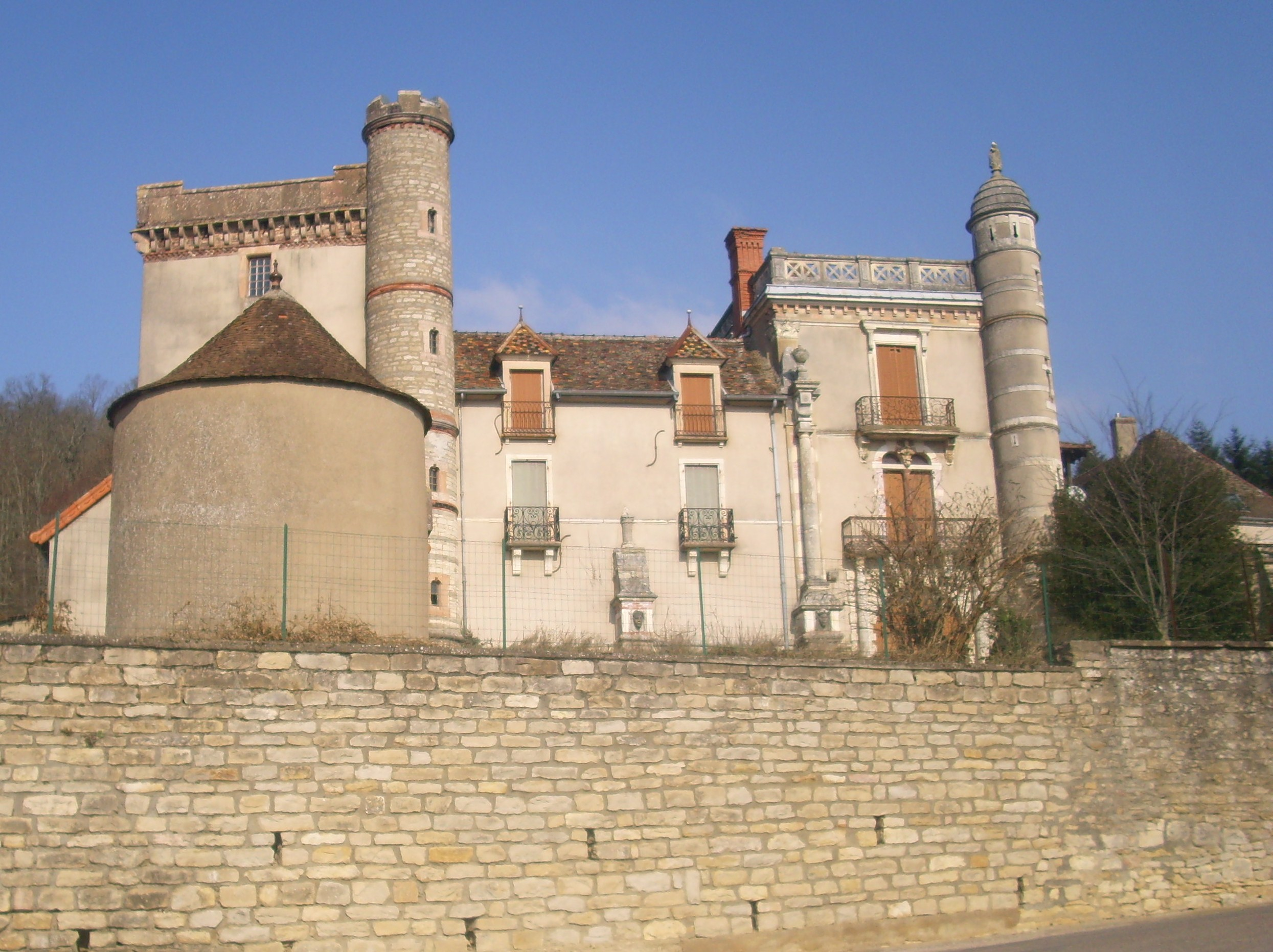
Schloss Charnailles
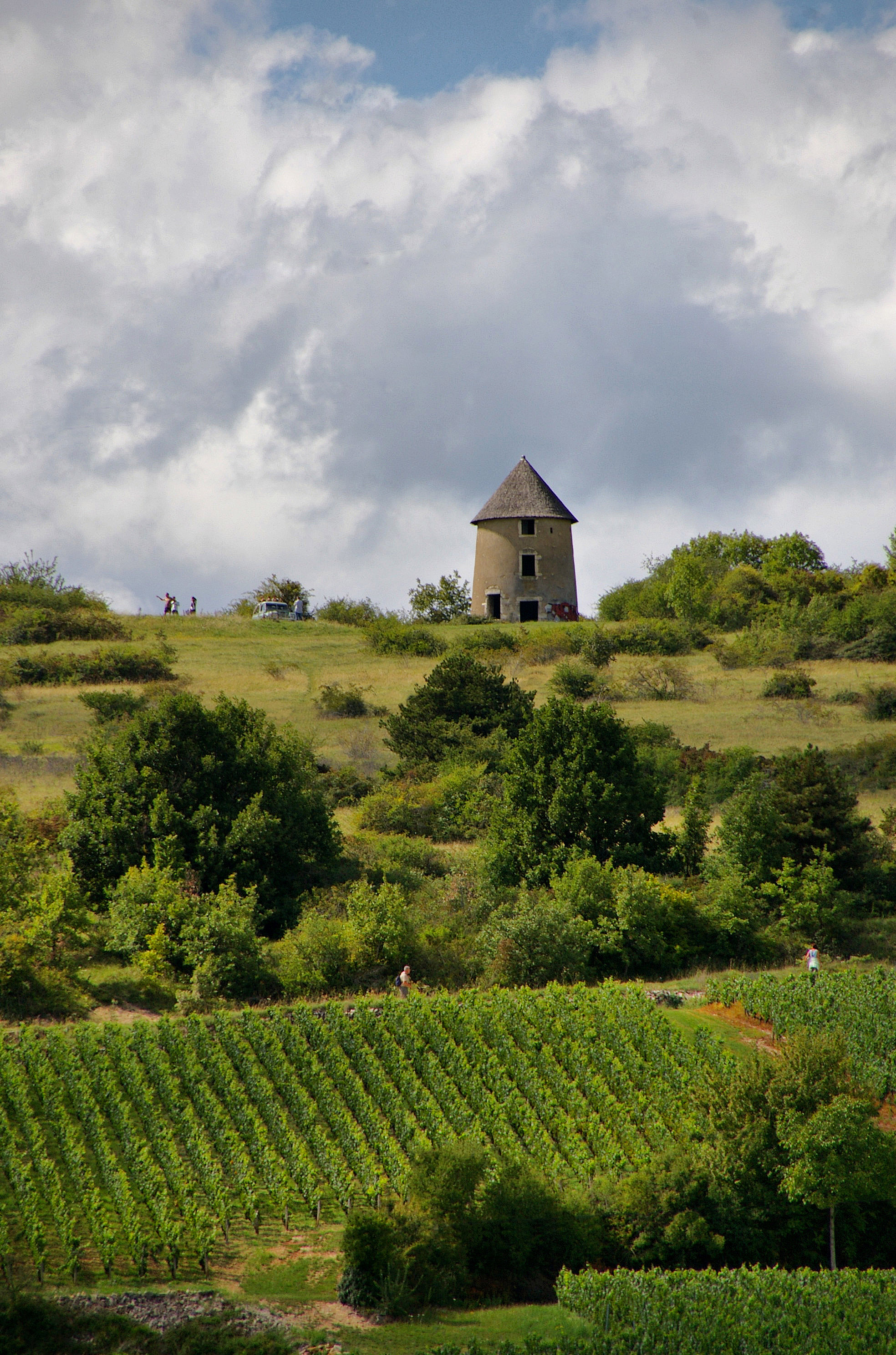
Windmühle
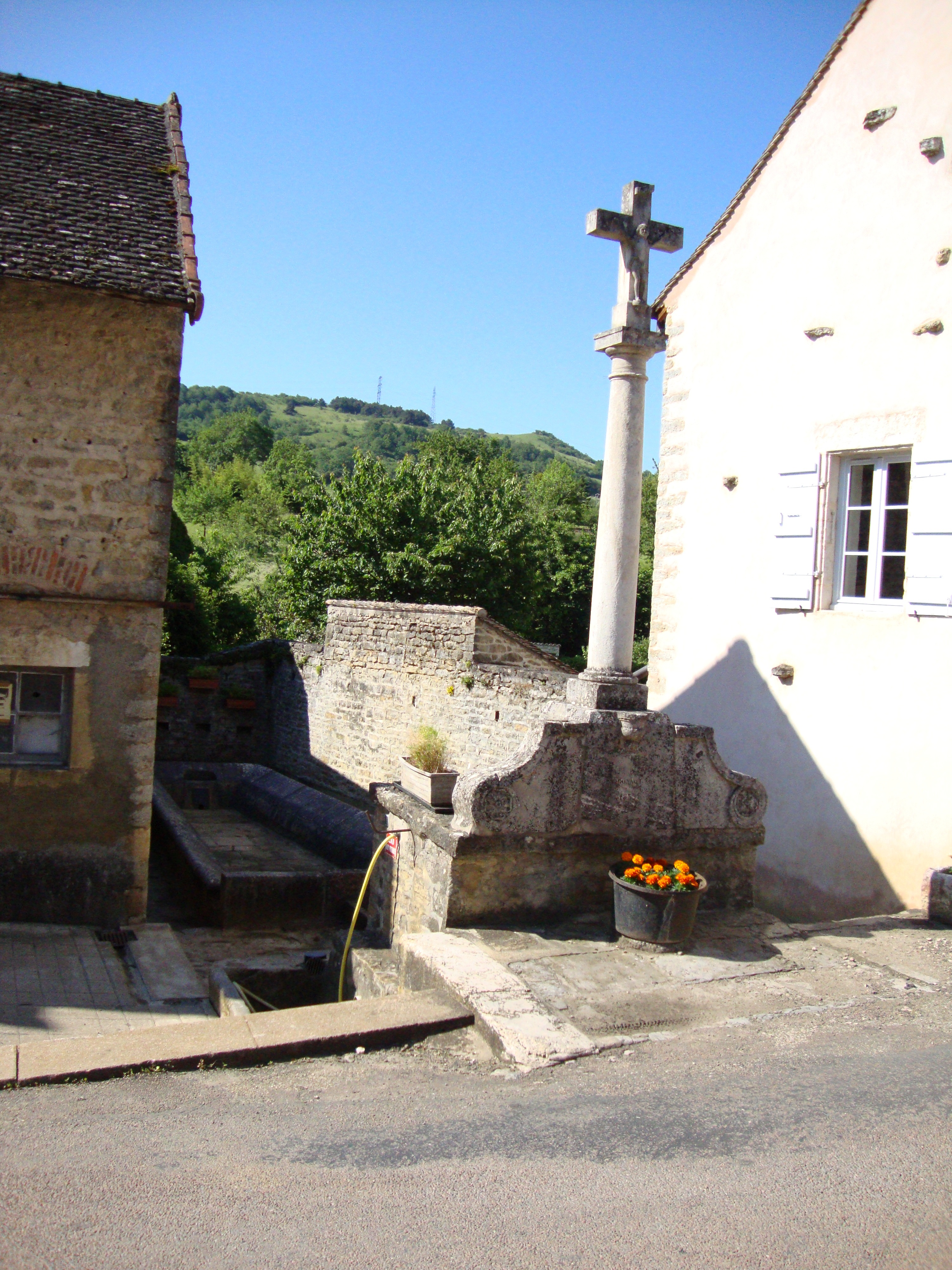
Kreuz und Lavoir aus dem 19. Jahrhundert

## Quelle
1. ↑  Commune de Jambles (71241)	− COG Insee. Abgerufen am 13. April 2018 (französisch).